# Боголюбский, Михаил Симонович
Михаил Симонович Боголюбский (1826, Московская губерния — 20 января (2 февраля) 1902, Москва) — духовный писатель, протоиерей, автор ряда богословских трудов.

## Биография
Родился в семье священника. В 1844 году по первому разряду окончил Вифанскую духовную семинарию.
В 1848 году окончил Московскую духовную академию со степенью магистра богословия и назначен преподавателем Московской духовной семинарии.
В начале 1852 года был рукоположен в сан пресвитера и служил в Духосошественской церкви на Даниловском кладбище, с мая 1853 года в Никольской в Котельниках; с августа 1859 года в храме Космы и Дамиана в Таганной слободе, а с начала 1880 года — в Зачатиевской церкви в Зарядье.
С 1869 по 1871 год был членом комиссии для пересмотра интерпункции богослужебных книг; с 1871 по 1886 год — цензором Московского духовного цензурного комитета. В 1892 году был выбран председателем Комитета по историко-статистическому описанию церквей Московской епархии.
Был председателем Общества любителей духовного просвещения.